# Socha svatého Jana Nepomuckého (Vidnava)
Socha svatého Jana Nepomuckého ve Vidnavě se nachází v severovýchodní části Mírového náměstí ve Vidnavě v okrese Jeseník. Je zapsán v seznamu kulturních památek ČR. Sousoší je součástí městské památkové zóny ve Vidnavě.

## Historie
V roce 1766 zasáhla Vidnavu povodeň. Tato událost pravděpodobně byla důvodem pro vztyčení sousoší svatého Jana Nepomuckého. Kolem sousoší bylo devět vysokých kamenných sloupků propojených kovovými řetězy. Na začátku 20. století bylo ohrazení zaměněno za ozdobné zábradlí, které bylo odstraněno v šedesátých letech a obnoveno v devadesátých letech 20. století.
Kolem roku 2007 byla provedena restaurace sousoší restaurátorem MgA. Jakubem Gajdou z Ostravy.

## Popis
Sousoší svatého Jana Nepomuckého je monumentální rokoková sochařská práce neznámého autora z roku 1770. Je volně stojící dílo zhotoveno z pískovce. Malý sokl, který je ve spodní části vydutý, stojí na kamenném stupni a je ukončený deskou. Na ní je vysoký hranolový pilíř lemovaný páskou, která přechází ve spodní části ve dvě reliéfní voluty. Hranol zdobí na čelní straně rokajová kartuš s nápisem. Sloup je ukončen římsou a níž jsou dva andílci a mezi nimi je stojící postava Jana Nepomuckého. Postava světce stojí v mírném esovitém pohybu, oděný v tradičním rouše. V náručí drží kříž, kolem hlavy má kovovou svatozář s hvězdami.